# At-Tabib
Die Zeitschrift at-Tabib (arabisch: الطبيب; DMG: aṭ-Ṭabīb; deutsch: „der Arzt“) wurde 1884 und 1885 vom libanesischen Sprachgelehrten und Journalisten Ibrāhīm al-Yāziǧī (1847–1906) zusammen mit Bišāra Zalzal (1851–1905) und Ḫalīl Saʿāda herausgegeben. Sie publizierten in Beirut insgesamt 24 Ausgaben in einem Jahrgang, die vierzehntäglich erschienen.
Bereits 1874 gründete George E. Post (1838–1909) den Vorgänger der aṭ-Ṭabīb, der den Titel „Aḫbār Ṭibbīya“ („Medizinische Mitteilungen“) trug. Als Angehöriger der Amerikanischen Mission in Beirut und Professor an der Medizinschule des Syrian Protestant College (heute Amerikanische Universität Beirut, AUB) schuf Post eine medizinische Fachzeitschrift für die Studenten des Colleges.
Nach der Übernahme änderte al-Yāziǧī das Blatt in eine enzyklopädische Bildungszeitschrift, die nun den Untertitel „Maǧalla ṭibbīya ʿilmīya ṣināʿīya“ erhielt und sich an Vorbildern wie al-Ǧinān und al-Muqtaṭaf orientierte. Die Inhalte seiner Artikel sollten medizinisch, wissenschaftlich, literarisch und linguistisch sein.
Trotz des Scheiterns von aṭ-Ṭabīb brachte al-Yāziǧī ein paar Jahre später in Kairo zwei weitere Zeitschriften heraus, al-Bayān (1897/98) und aḍ-Ḍiyāʾ (1898–1906).